# Dokument lokacyjny
Dokument lokacyjny – dokument nadania praw lokacji, miastu lub wsi. Wyrażał wyodrębnienie lokowanej miejscowości z terytorium państwa i wyodrębnienie lokowanej ludności (dołączającej do określonego stanu) z ogółu ludności państwa.
Kiedy monarcha dokonywał lokacji, wydawał zasadźcy jeden dokument lokacyjny. W przypadku, gdy lokacji dokonywał pan feudalny, wydawano dwa dokumenty: jeden, który pełnił funkcję immunitetu, wydawał monarcha, drugi był zaś umową pana lokowanej miejscowości z zasadźcą. Stąd wyróżniano odpowiednio miasta monarsze (książęce, królewskie) i prywatne.
W dokumencie lokacyjnym wymieniano przywileje udzielone wójtowi (którym zwykle zostawał zasadźca) i całej miejscowości (np. w przypadku miast przywilej targowy) oraz dyspozycję gruntów (przyjętą praktyką było przydzielenie jednej rodzinie jednego łanu, bowiem taką powierzchnię mogła ona uprawiać i z niej się utrzymywać).
Pierwsze miasta na terenach polskich otrzymywały prawa miejskie na podstawie zbioru przepisów prawa magdeburskiego.